# Call to Power II
Call to Power II ist ein rundenbasiertes Strategiespiel von Activision, das im November 2000 für Windows veröffentlicht wurde. Es wurde als Nachfolger von Civilization: Call to Power konzipiert. Call to Power II konnte im Namen nicht mehr „Civilization“ führen, da der Begriff „Civilization“ von den Herstellern der Civilization-Reihe markenrechtlich geschützt worden war (in dieser Angelegenheit wurde ein jahrelanger Rechtsstreit geführt).
Um das Spiel rechtzeitig zum Weihnachtsgeschäft 2000 fertigzustellen, wurden einige Features unvollständig bzw. mangelhaft implementiert. Das Spiel enthielt daher viele Bugs, von denen einige durch einen Patch behoben wurden. Im Oktober 2003 wurde der Quelltext des Spiels freigegeben, damit Community-Patches entstehen können.

## Unterschiede zum Vorgänger
Call to Power II (CtP2) unterscheidet sich in einigen Aspekten von seinem Vorgänger Civilization: Call to Power (CivCtP). Das Interface wurde verändert und einige Veränderungen bei den Siegbedingungen vorgenommen. Das Endspiel-/Spielsieg-Konzept „Projekt Außerirdisches Leben“ wurde durch das irdische „Projekt Gaia-Controller“ ersetzt und die Bedingungen für den Punktsieg wurden dahingehend verändert, dass das Spiel nun im Jahr 2300 endet. Als zusätzliche Siegvariante wurde der Weltfrieden/Diplomatiesieg eingeführt. CtP2 bietet hierfür eine größere Auswahl an Vereinbarungen, über die verhandelt werden kann. So kann beispielsweise die Einstellung der Forschung an einer bestimmten Technologie gefordert werden oder die Reduzierung der Nuklearwaffen. Im Austausch kann beispielsweise Gold angeboten werden, eine Allianz oder auch eine Stadt. Das Diplomatie-Konzept stellt allerdings auch die deutlichste Schwäche gegenüber der Civilization-Reihe dar, in der die gesamte Diplomatie flexibler und differenzierter handhabbar ist. Ebenfalls überarbeitet wurde das ökonomische System, wodurch die Kontrolle über gutes Terrain profitabler wird, und Städte können automatisch für 20 Runden von einem Bürgermeister organisiert werden.
Militärisch wurde die Spielbalance durch Anpassung der Kampfwerte von Einheiten verbessert (zum Beispiel waren Linienschiffe im Vorgänger so kampfstark, dass sie als Erster zu bauen den Spielsieg bedeuten konnte). Die Anzahl an Einheitentypen, Forschungsprojekten und Wirtschaftsgüter wurde erhöht. Es wurden Meisterleistungen eingeführt, für die es zusätzliche Boni gibt. So erhöht die erstmalige Umschiffung der Welt die Bewegungspunkte für alle Einheiten. Entfernt wurde dagegen der Weltraum-Layer für die Besiedlung und Bewegung im Weltraum.

## Community
Die Modifikationsmöglichkeiten haben im Laufe der Zeit eine Community angezogen, die sich der Behebung von Auslieferungs-Mängeln (betreffen die Ausgewogenheit der Einstellungen und KI, die im Auslieferungszustand äußerst passiv ist), im Weiteren aber auch der Erstellung „wirklicher“ Mods mit neuen Spielkonzepten und Spielwelten widmete.
Durch Ergänzung der entsprechenden Sprachdateien und Modifikation einer Konfigurationsdatei kann die Sprachversion umgewandelt werden. Bisher hat die Community die Übersetzung ins Polnische durchgeführt.
Die Modifikation Ages Of Man wurde von manchen auch schon als Call to Power III bezeichnet. Weitere, große Modifikationen sind zum Beispiel Cradle of Civilization (fokussiert auf die Antike, mit einer sehr aggressiven und schwierig zu bezwingenden KI), Medieval Mod (mit einem völlig neuen Technologiebaum, neuen Einheiten, Regierungsformen etc.), Call to Conquest (mit weitreichenden Verbesserungen der – militärischen – KI-Logik).
Die Community in der CtP2-Sektion konzentriert sich auf der Apolyton-Website. Dort befinden sich Modifikationen, aktuelle Patches und sonstige Dateien (wie zum Beispiel Gameserver-Adressen für das Spielen via Internet) zum Download. Die Modifikationsmöglichkeiten (SLIC-Scriptsprache, Spieleinstellungen, Spielmaterial/Grafikerstellung) sind beim CtP2-Bureau dokumentiert.

## Freigabe des Quellcodes
Nach Anfragen von Mitgliedern der Apolyton-Community hat sich Activision entschlossen, den Quelltext von CtP2 freizugeben, um einen weiteren Support mit Community-Patches zu ermöglichen. Dies erfolgte unter einer eigens dafür ausgearbeiteten Lizenz. Call to Power II ist damit nicht Open Source geworden, es steht aber unter Beachtung der Lizenzbedingungen jedem frei, den Source Code zu modifizieren, das Ergebnis zu verwenden und auch – kostenlos – zu verbreiten. Es dürfen aber nur solche ausführbare Dateien hergestellt werden, die zur Benutzung weiterhin die Original-CD erfordern.
Damit ist das Source Code Project mit dem Ziel der Herausgabe der CtP2 Apolyton Edition im Gange. Die meisten Fehler im Einzelspieler-Modus wurden inzwischen behoben, Codeoptimierungen (zum Beispiel betreffend der Speichernutzung) vorgenommen, Verbesserungen am Interface und an der KI durchgeführt und außerdem einige zusätzliche Features für die Modifikation (SLIC-Funktionen und Variablen) implementiert. Weitgehend unverändert ist die Situation noch, was die Fehler im Mehrspieler-/Netzwerkmodus betrifft. Die letzte Version der CtP2 Apolyton Edition wurde am 12. Juni 2011 zum Testen und Spielen veröffentlicht.
An einer Linux-Portierung wird gearbeitet.

## Rezeption
Laut der Wertungs-Aggregator-Website Metacritic erhielt Call to Power II gemischte oder durchschnittliche Wertungen. Dem Tester von 4Players zufolge macht das Spiel allerdings Spaß und wird auch im fortgeschrittenen Spielverlauf nicht langweilig. Das Interface sei allerdings gewöhnungsbedürftig. Das deutschsprachige Computerspielmagazin PC Games meinte, dass das Kampfsystem weniger wirklichkeitsfremd als im Vorgänger Call to Power oder in Alpha Centauri sei.

„'Call to Power II' ist für Spieler, die keinen Vergleichstitel besitzen und sich für rundenbasierte Spiele begeistern können, ein empfehlenswerter Titel. Für diejenigen, die bereits einen vergleichbaren Titel ihr Eigen nennen, bietet dieses Spiel einfach zu wenig Neuerungen.“

Im Test von Chip wird die Grafik als „nicht eben großartig“ beschrieben, wohingegen aber das Spiel-Konzept und die Steuerung überzeugend seien.